# Ocnogyna sordida
Ocnogyna sordida är en fjärilsart som beskrevs av Igel 1932. Ocnogyna sordida ingår i släktet Ocnogyna och familjen björnspinnare. Inga underarter finns listade i Catalogue of Life.